# 上海公安博物馆

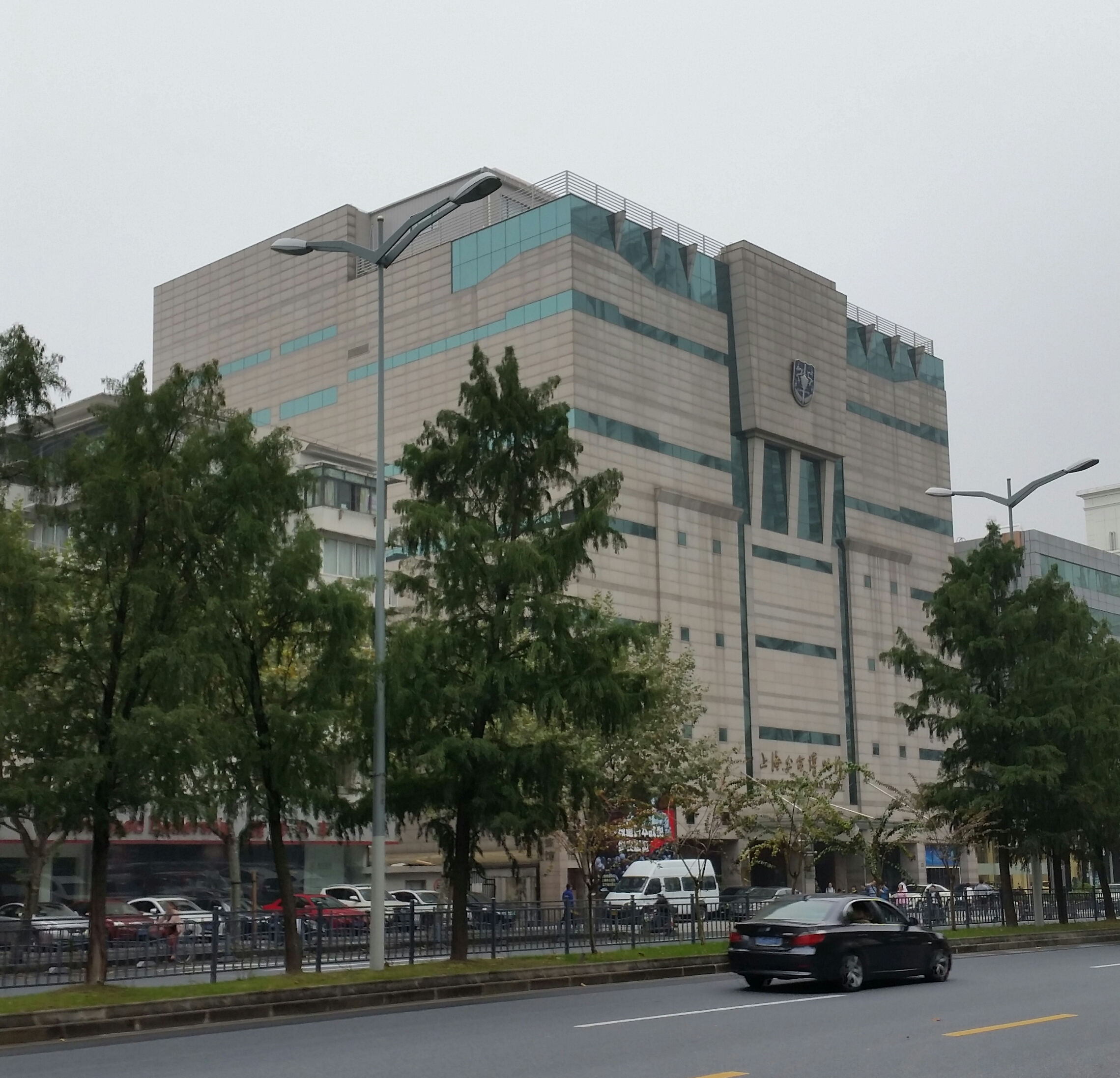
上海公安博物馆

上海公安博物馆（英語：Shanghai Museum of Public Security）位于上海市徐汇区瑞金南路518号，是中国首座公共安全专题博物馆。

## 场馆介绍

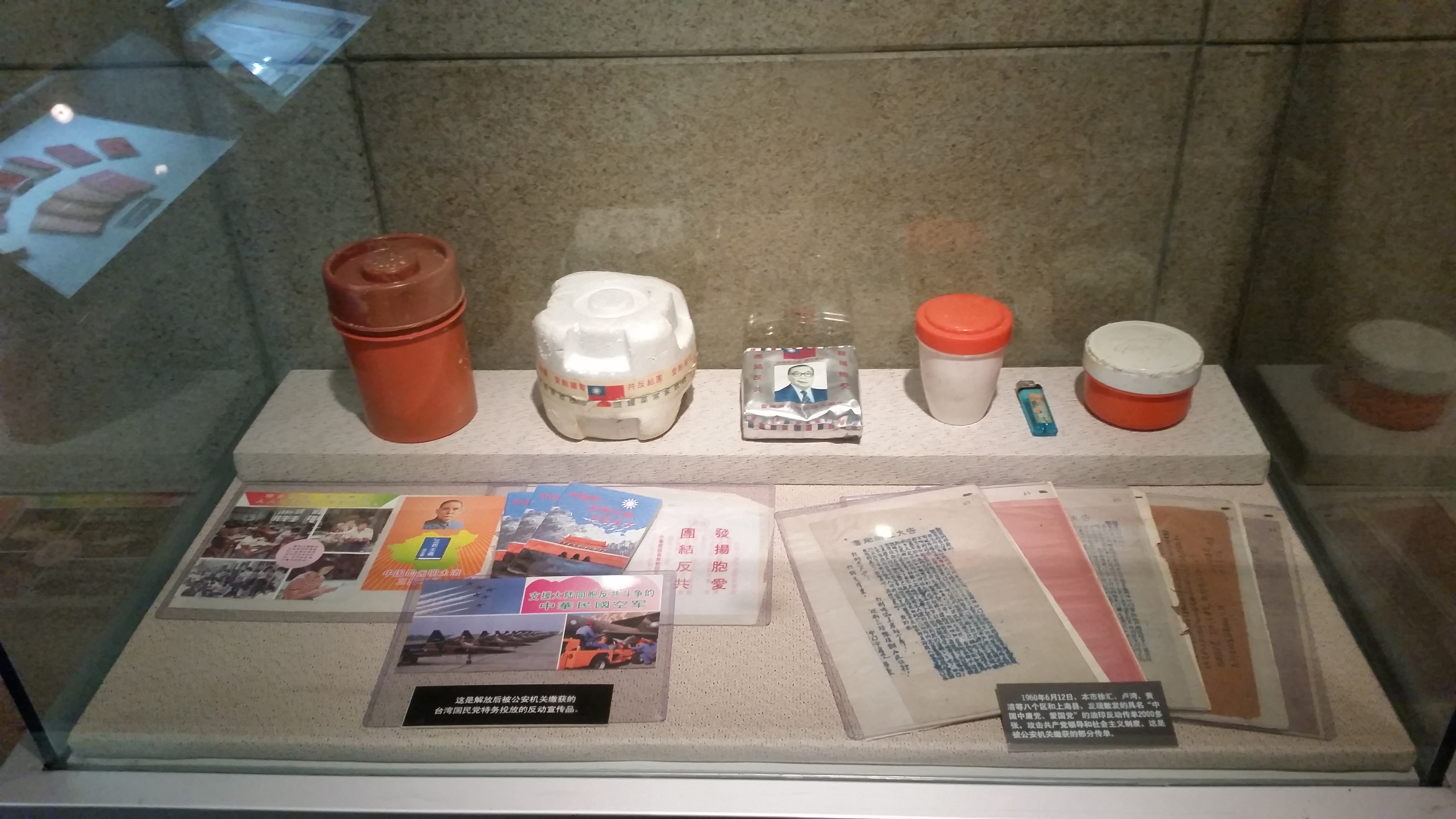
馆藏——“台湾国民党特务投放的反动宣传品”

1999年9月建成开放，上海公安博物馆共有10个展示展馆，分别为公安史馆、英烈馆、队伍建设馆、治安管理馆、刑事侦查馆、交通管理馆、监狱和看守所馆、消防管理馆、警务交流馆、警用装备馆，另外还有消防模拟演练馆和情景互动射击馆。博物馆展示了从1854年上海出现警察机构起的发展历史，收藏了自晚清起的18000多件藏品，其中49件（套）为国家一级文物。 博物馆是上海市专题性科普场馆和上海市爱国主义教育基地。

## 参观信息
- 开放时间：周一至周六 9:00-16:00。
- 公共交通：轨道交通4、9号线，隧道1、2、7、8线，旅游2号线，公交17、205、41、89、96、781、43、72、733路。